# 銀行專政
銀行專政（英語：Bankocracy，由英語「Bank」與古希臘語「 kratos」所組成；，自希臘語「 trapeza」，意為銀行）是一有爭議的政治學術語，指的是銀行業對於公共政策的制定擁有過大影響力的情況。此外，該詞彙也可以指一種由金融機構統治社會的政治體制。

## 用法
「銀行專政」這個詞最早的使用者之一是英國國會議員威廉·富勒頓，他於1797年4月10日的國會辯論中表明解決英格蘭銀行對金融的完全控制要遠比試圖終結法國大革命戰爭來的重要。他在辯論中這麼說道：
是銀行專制對社會的毀滅造成了威脅...並將傾覆任何關於戰爭、協商與和平的議題。
身為美國第二銀行的堅決反對者，美國參議員羅伯特·約翰·沃克於1840年1月21日在參議院院會中發表了一篇演說，其中他警告將紙幣納為法定貨幣的行為將「顛覆憲法，摧毀國家的自由秩序以及人民的權利，並會促成銀行專制的興起；這種體制將比君主專制政體更為骯穢，更具毀滅性，而且更專橫，但威脅卻是絕對存在的。」

「銀行專政」亦出現於卡爾·馬克思的著作《資本論》中。他將公債的出現形容為資本原始累積的催化劑：
公共債務成了原始累積最有力的槓桿之一，國債促成了股份有限公司的興起，造成對所有人造成影響的手段的出現，匯兌業務亦隨之而起；總之，此後證券交易市場的賭博行為與現代的銀行專政體制將大行其道。
在馬克思主義政治經濟學中，這個詞與金融資本主義是同義詞。
許多政治觀察家與記者亦以銀行專政來形容2007年–2008年環球金融危機。